# 自由韓国党
自由韓国党（じゆうかんこくとう、韓国語: 자유한국당）は、かつて存在した韓国の政党。
1997年11月21日にハンナラ党（はんならとう、韓国語: 한나라당）として結成され、2012年2月13日にセヌリ党（せぬりとう、韓国語: 새누리당）、2017年2月13日に自由韓国党へ党名を変更した。
韓国の政治において保守派の本流を為す政党であり、金泳三政権末期（1997年11月 - 1998年2月）と李明博政権・朴槿恵政権（2008年2月 - 2017年3月）の与党であった。

## 概説
前身のハンナラ党は、盧泰愚政権とそれに続いた金泳三政権で与党だった民主自由党を前身とする新韓国党と、野党で金大中の結成した新政治国民会議に対抗して趙淳（初代民選ソウル市長）が率いていた民主党が1997年11月21日に合同して結成された。離合集散が頻繁である韓国政党のなかでは第三共和国・第四共和国における与党である民主共和党（1963年-1980年）に次ぐ長い歴史を有していたが、2012年2月13日の党全国委員会で党名がセヌリ党に改称された後、現在は自由韓国党になっている。旧党名の「ハンナラ」とは「大きな国」「一つの国」などを意味し、新党名の「セヌリ」とは「新しい世の中」を意味する。英語では"New Frontier Party"と訳されている。これは日本にかつて存在した新進党の英語名称と同じである。また中華圏（中国・台湾・香港など）ではハンナラ党は大国家党、セヌリ党は新世界党と訳されている。
政治思想としては、朴正煕、全斗煥といった軍事政権の流れを汲む親米保守系議員が多く、比較的知日的とされ、まえの盧武鉉政権を左翼と呼び対立していた。民主正義党→民主自由党→新韓国党→ハンナラ党時代から一貫して韓国南東部の嶺南地方（釜山・大邱・蔚山・慶尚北道・慶尚南道）を強固な支持基盤としている。ソウルでも富裕層が多いとされる江南地区でも支持基盤を構築している。広域自治団体（17市道）では、釜山広域市など5箇所で党公認の首長を有している。
党内は2007年の大統領候補予備選挙で候補者の座を争った李明博大統領に近いグループ（親李）と朴槿恵元代表に近いグループ（親朴）の2大グループに大きくわけられ、両グループの葛藤が指摘されていたが、2012年総選挙では親朴派が多数を占める結果となり、黄祐呂代表以下党最高指導部9名中8名が親朴系で占められた。

## 歴史

### ハンナラ党時代（1997 - 2012）

#### 1997年・2002年大統領選挙での敗北

ハンナラ党時代のロゴ（1997年 - 2004年）

結成直後の1997年大統領選挙では当時の最大野党である新政治国民会議（国民会議）の金大中候補に僅差で敗北し、ハンナラ党は与党の地位から転落した。その後、2000年の総選挙において院内第一党の地位を維持し、2002年の地方選挙で李明博がソウル市長選で当選するなど勝利を収めたが、同年12月の大統領選では前回に引き続いて立候補した李会昌が僅差で、新千年民主党（国民会議の後身政党）の盧武鉉候補に敗れる結果となった。

#### 盧武鉉大統領弾劾訴追と17代総選挙

ハンナラ党時代のロゴ（2004年 - 2012年）

2004年3月12日に盧武鉉大統領のウリ党支持発言や不正資金問題などを理由に大統領弾劾訴追案を国会に提出し可決させた。しかし、国民からの強い反発を受けて党支持率を大幅に減らし崔秉烈（チェビョンヨル）代表（当時）は退任することになった。起死回生を狙うべく3月23日に臨時党大会を開き、保守層に人気のある朴正煕元大統領の娘である朴槿恵（パク・クンヘ）を新しい代表に選出した。その結果、2004年4月の第17代総選挙では、党の地盤である慶尚道で健闘したこともあり121議席を獲得、第一党の座はウリ党に譲り渡したものの議席減を最小限に抑えることができた。

#### 2007年大統領選挙で勝利し国政与党に

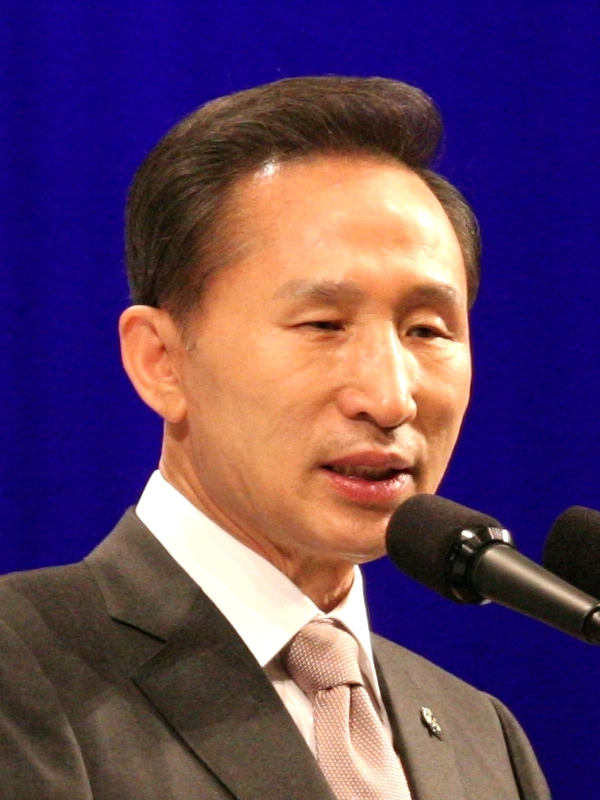
第17代大統領李明博

総選挙後、盧武鉉政権の経済政策などに対する批判を背景に、翌2005年4月30日と10月26日の補欠選挙で全勝、2006年の統一地方選挙では広域団体長選挙16市道中12市道で勝利、広域議会選挙は首都圏地域区で全勝するなど圧勝し、着実に党勢を回復させつつ次期大統領選へ向け地歩を固めた。そして、2007年12月19日に行われた大統領選挙で、与党・ウリ党から改編した新党である大統合民主新党の鄭東泳（チョン・ドンヨン）候補らに圧倒的大差をつけて李明博が当選。翌年の2008年2月25日に正式に大統領に就任し、10年ぶりに与党に復帰した。

#### 18代総選挙での辛勝と親朴系議員の復党・入党
李明博大統領の就任直後に行われた総選挙では、李明博と大統領候補の座を巡って争った朴槿恵元代表に近い親朴派の議員の多くが党公薦を得られず、反発した議員が新党・親朴連帯や無所属で出馬する事態となった。そのため党の強固な地盤である慶尚道で伸び悩み、当初予想されていた180議席近くの大勝には至らなかったが、ソウル市を含む首都圏で支持を伸ばし、過半数（150議席）を上回る153議席（地域区131議席＋比例区22議席）を獲得した。しかし6月に行なわれた広域自治体議員及び基礎自治団体長と議員を選出するための補欠選挙では、米国産牛肉の輸入再開を強行したことに対する李明博大統領への批判が高まった影響で、敗北した。7月3日に行なわれたハンナラ党代表選挙で鄭夢準（チョン・モンジュン）を破って代表に当選した朴熺太（パク・ヒテ）代表は、4月総選挙で公認を外され、親朴連帯や無所属で選挙を戦って当選した親朴派議員の無条件復党を認めることを正式決定し、同月16日に親朴連帯や無所属の議員19人がハンナラ党に入党した。これにより、国会における議席数は171人に増え、安定多数を確保した。

#### 2009年再補選の結果不振
2009年4月の国会議員再選挙では、民心の動向を計れる意味において重要な地域である首都圏の仁川広域市富平区乙選挙区で民主党候補に、ハンナラ党の強固な地盤である慶尚道の蔚山広域市北区と慶州市でも進歩新党候補と親朴系無所属候補に破れ、全敗した。9月7日、朴熺太代表が10月に行われる国会議員再選挙に出馬するために党代表の座を退き、後任代表に代表選挙で次点だった鄭夢準最高委員が党憲・党規に基づいて就任した。その鄭代表が就任後の10月に行われた国会議員選挙では、慶尚南道梁山市で朴熺太が当選するなど、2箇所での勝利に留まり、民主党に惜敗した。
11月20日には、党結成12周年の記念式が行われ、趙允旋（チョ・ユンソン）報道官が「ハンナラ党は中道保守の代弁者としての場所を守り続けて来た。中産層を堅固にし庶民と交わる、頼もしい政党」になると述べたが、党内における親李系と親朴系の対立や、世宗市の建設問題などで党内葛藤が続いている中での式となったため、簡素に行われた。

#### 2010年地方選挙敗北
李明博政権の中間評価となった2010年6月の地方選挙は当初、広域団体長選挙において8 - 9箇所で首位に立つなど、優位な戦いを進めていた。しかし、李明博政権の政権運営に対する反発と3月に発生した韓国海軍駆逐艦「天安号」の沈没事件を巡り、北朝鮮に対して強硬姿勢を取ったことに不安を戴いた20 - 40代の有権者を中心に民主党など野党勢力に支持が集中し、前回選挙の大幅に下回る結果となった。
16市道の自治団体長（市長・道知事）を選出する広域団体長選挙では、事前の世論調査の支持率では圧倒的に優位に立っていたソウル市長選挙で呉世勲候補が、民主党の韓明淑候補と激しいつばぜり合いを演じ、0.6％の僅差で辛うじて再選。またハンナラ党支持が強い地域であった江原道や慶尚南道で民主党と民主系無所属候補がハンナラ党候補を破って当選するなど8箇所で勝利した民主党を下回り、6箇所の当選に留まった。また基礎団体長選挙でも民主党が91箇所で勝利したのに対し、83箇所の当選に留まった。16市道の広域議会議員を選出する議会選挙でも地域区で民主党が第一党となった。
ハンナラ党が地方選挙で敗北した結果を受け、鄭夢準代表を初めとする党指導部は大勢が判明した3日午前に総辞職を表明し、党大会が開催されるまでは金武星院内代表を委員長とする非常対策委員会を構成して党運営にあたることを明らかにした。

#### 世宗市修正計画案否決
前・盧武鉉政権の公約であった中央政府機関を忠清道地域に移転する世宗市計画を巡り、李明博政権は当初の計画案を変更し行政機関移転を白紙化し、企業や研究機関を新たに誘致する修正案を推進していた。これに対し、前政権与党の流れを汲む民主党や忠清南道に強い支持を有する先進党のみならず、与党であるハンナラ党内でも朴槿恵を支持する親朴派を中心に当初の計画案を推進すべきであるとの声が強く、激しく対立していた。こうした中6月16日、国会の国土海洋委員会において世宗市修正案は反対多数で否決、続く6月29日には国会本会議でも賛成105票、反対164票、棄権6で否決された。本会議の採決では野党のみならず、与党であるハンナラ党内の親朴派議員も反対票を投じたことで、党内における親李系と親朴系の亀裂が明らかとなった。

#### 2011年再補選敗北と党内対立
7月14日に行われた第11次全党大会において党幹部選挙が実施され今後2年間、党を率いる新たな党代表として親李派の安商守（アン・サンス）元院内代表が当選を果たし、親李主流派が党権力を掌握することとなった。
代表就任直後の28日に行われた国会議員再補選では、8選挙区中5選挙区で勝利し、統一地方選挙における敗北の後遺症から克服することが出来た。しかし、2011年4月27日に行われた国会議員及び自治団体長などの再補選にてハンナラ党の伝統的票田であった京畿道城南市盆唐区乙で元党代表の姜在渉が民主党代表の孫鶴圭に敗れたのをはじめ、江原道知事選挙でも民主党候補に敗れるなど敗北した。この結果を受け28日、最高委員全員の辞任を表明し党非常対策委員会の設置を決定した。非常対策委員会の構成と代表権限代行の座を巡って、親李系と新主流派（親朴派と若手議員が連携）の間で主導権争いが繰り広げられた。結局、権限代行は院内代表が担うことになり、非常対策委員会のメンバーも当初の13名から19名に増やされ、親朴系と若手が多数を占めた。5月7日に行われた院内代表選挙では非主流派の黄祐呂（ファン・ウヨ）が親李派の安炅律（アン・キョンリル）を決選投票で破って当選を果たした。
7月4日に行われた全党大会にて最高委員選挙が行われ、代議員投票と世論調査を合算した有効投票の内25％余りを獲得した洪準杓議員が新代表に選出され、2位以下の4候補もそれぞれ最高委員に選出された。選挙の結果、親李系が支援した候補が4位に留まった反面、親朴系候補が2位で当選するなど、親李系が没落し親朴系が躍進し、党の主導権は親朴系と小壮派が連合する新主流派が握った。

#### ソウル市長補選敗北と党内葛藤
8月にソウル市における無償給食実施範囲を問う住民投票が不成立となった責任を取るかたちで呉世勲ソウル市長が辞職した結果、10月26日の統一補欠選挙にてソウル市長選挙が行われることになった。選挙戦は事実上、ハンナラ党候補の羅卿瑗党最高委員と民主党を中心とする野党勢力の統一候補である朴元淳弁護士（無所属）との一騎討ちとなった。ソウル市は有権者の2割強を占め、市長選挙での結果が翌2012年に行われる総選挙と大統領選挙の動向を判断する試金石となるため、ハンナラ党は羅卿瑗候補の当選に全力を注いだが、朴元淳候補が勝利した。
ソウル市長選挙にて野党統一の無所属候補に大差で敗れた結果を受け、来年行われる総選挙をこのままでは戦えないとの危機感が党内に広がり、刷新を求める声が強まった。11月6日には若手議員が李明博大統領に対して側近の不正行為や成長中心の経済政策撤回などを求める書簡を送った。また12月2日には、先のソウル市長選挙にて中央選挙管理委員会ホームページがハッキング攻撃を受けダウンした事件についてハンナラ党議員秘書が指示して攻撃させていたことが明らかとなり、これを受け党指導部である最高委員5名中3名が辞意を表明、12月9日には洪準杓が代表を引責辞任した。

#### 朴非常委体制発足
今後の党の行方を巡り混迷の度合いを強める中、12月12日に議員総会が行われ、朴槿恵元代表を委員長とする非常対策委員会を発足させることで意見がまとまった。これにより朴元代表が5年5ヶ月ぶりに党の指揮を執ることになった。しかし、非常対策委員会が主導する党刷新の方向性については、意見がまとまらず派閥間で対立が続いた。
12月20日、全国委員会が開かれ、朴槿恵元代表を非常対策委員会委員長に選出した。そして党最高委員の全権が非常対策委員長にゆだねられたことで、朴槿恵が実質的な党代表としての地位を持つことになった。2012年1月26日、非常対策委員会は全体会議を行い党名を変更することを決定した。また4月に行われる総選挙での公認候補を審査する委員会についても3分の2を党外から登用することを決定した。新しい党名については公募を経た上で30日に決定される予定であったが、予想を上回る応募があったため、2月2日に発表されることになった。

### セヌリ党時代（2012 - 2017）

セヌリ党時代のロゴ

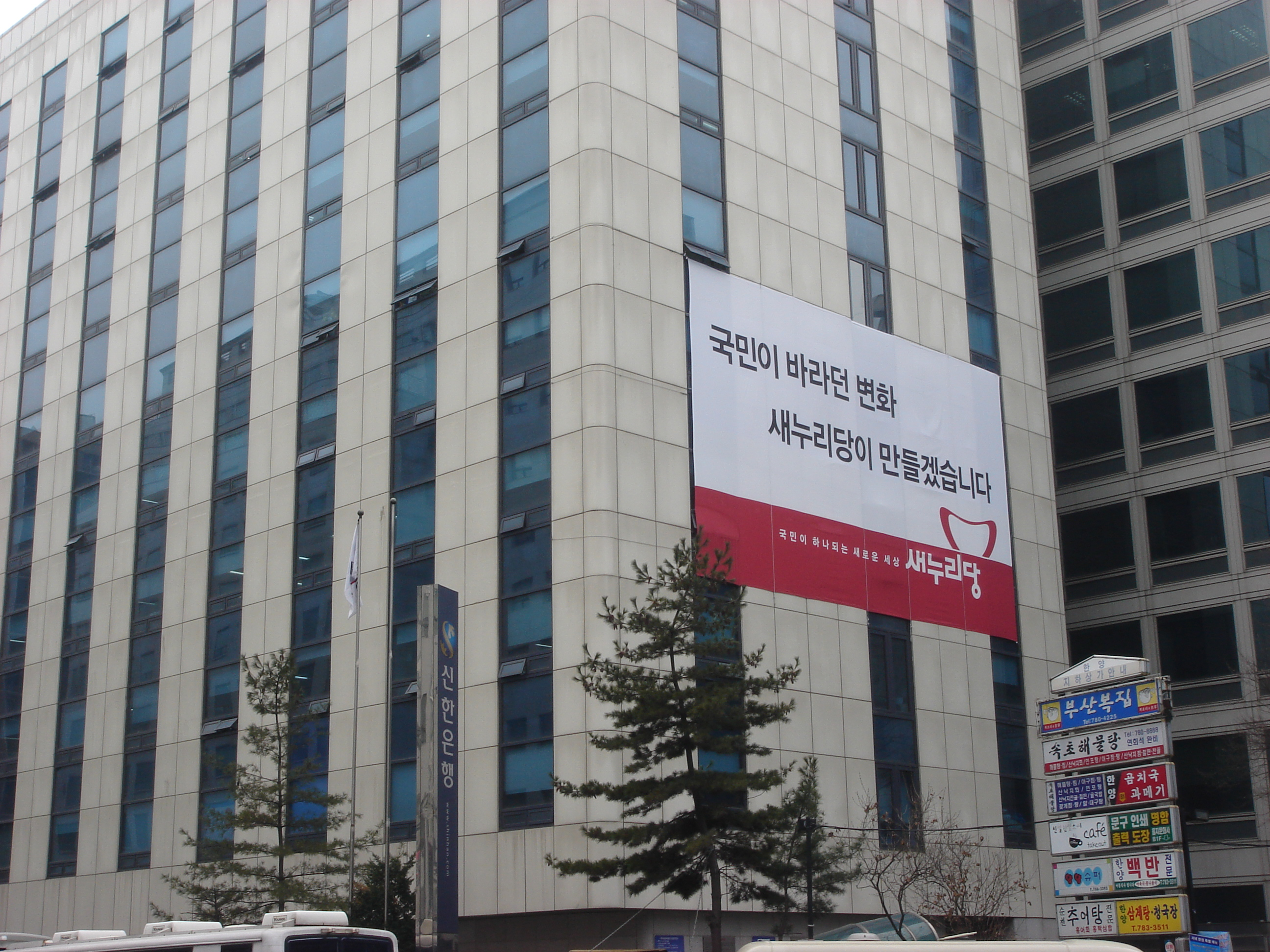
セヌリ党時代の中央党舎（2012年3月3日撮影）

#### 「セヌリ党」発足
ハンナラ党の非常対策委員会は2月2日に全体会議を開き、新しい党名をセヌリ党に決定、同時に未来希望連帯と統合することを発表した。同月13日に行われた全党大会担当機構である全国委員会に提起された党名改称と党憲党規改正案が全会一致で承認され、14年のハンナラ党にピリオドを打ち、新たに「セヌリ党」となった。これに先立つ7日には、民主正義党時代からシンボルカラーとして用いてきた青色に代わり、赤色を新たなシンボルカラーとすることも決定された。
セヌリ党発足直後の2012年4月に行われた第19代総選挙の候補者を決める公薦審査では、世代交代と刷新を進めるため現職議員25％の入れ替えという基準を設け、その結果親李系を中心とする多数の現職議員が党公薦から脱落する事態となった。公薦から脱落した親李系の現職議員は強く反発し、一部議員はセヌリ党を離党して無所属や新党から出馬する者もいた。
総選挙では朴委員長の地元である大邱市や慶尚北道および江原道で全勝した他、釜山でも18議席中16議席を獲得、忠清道でも善戦した結果、最大野党である民主統合党を大きく上回る152議席（うち比例代表25議席）を獲得、選挙前議席（162議席）から減らしたものの単独過半数を維持することができた。しかし、18日と20日に当選者2人が相次いで不祥事を理由に離党したため議席数は150議席となり過半数を割り込む事態となった。

#### 2012年大統領選挙
5月15日、京畿道高陽市で行われた全党大会で黄祐呂議員を新代表（代表最高委員）に選出、同時に李恵薫・沈在哲・鄭宇澤・兪奇濬を最高委員に選出した。全党大会前の4日には親李系の重鎮である李漢久議員が院内代表に選出されたことに続き、朴委員長からの信任が厚い黄議員が新代表に選出されたことでセヌリ党は親朴系による体制構築が事実完了したとの評価を受けた。6月3日には指名職最高委員2名として李貞鉉前議員と金振兟元江原道知事が任命された。これにより最高委員を含む最高指導部9名中8名が親朴系となった。
12月に行われる大統領選挙に向けた党内予備選には朴槿恵元委員長を初め、任太熙、安相洙など5名が立候補した。8月19日に党員と一般有権者選挙人団による投票が行われ、これに世論調査結果を均等割合で合算する方法で選挙が行われた。翌20日の全党大会で朴槿恵が2位以下に大差をつけて大統領候補に選出された。10月25日、忠清道を主な支持基盤とする先進統一党（4議席）との合併を公式宣言。11月7日の全国委員会で統一党との合併を正式決定し、16日に合併手続きを完了した。これにより国会議席数は150議席から154議席となり、再び過半数を確保した。大統領選挙は、民主統合党候補である文在寅との事実上の一騎討ちとなったが、朴槿恵が僅差で文在寅を抑えて勝利した。
予備選に関する詳細は2012年大韓民国大統領選挙#主要政党における候補者予備選を参照　

#### 朴槿恵政権発足

##### 非朴系指導部発足
2012年大統領選挙で勝利した朴槿恵が翌年2月末に大統領に就任した後の4月に行われた国会議員再補選では3選挙区中2選挙区で勝利し、同年10月に行われた再補選でも2選挙区で完勝した。朴槿恵政権にとって中間評価となる2014年6月の第6回全国同時地方選挙では、4月に発生したセウォル号沈没事故における政府の事故対応の不手際から政権に対する支持率が低下し、一時は惨敗も予想されていたが、危機感を抱いた保守層が結集したことが功を奏し、広域団体長選挙では新政治民主連合に差をつけられたものの、基礎団体長選挙や地方議会議員選挙では新政治民主連合を大きく上回るなど、善戦したとの評価を受けた。選挙後の7月15日、全党大会が行われ、代議員・党員の投票と国民を対象とした世論調査に基づいて行われた選挙の結果、非主流派（非朴系）の重鎮である金武星（キム・ムソン）が選出された。また最高委員には得票で2 - 4位となった主流派（親朴系）の徐清源と、金台鎬（非主流派）及び李仁済（非主流派）の他、女性である金乙東（非主流派）が選出された。なお党代表選挙で大統領に近い主流派候補が敗れたのは異例のことで、与党に対する大統領の影響力低下を指摘する声もでた。
地方選挙直後の7月30日に行われた国会議員再補選では15選挙区中11選挙区で勝利する圧勝で、野党の強固な票田とされてきた全羅南道（順天市・谷城郡）で党公認候補が1988年総選挙以来初めて当選、再補選の要とされた首都圏でも勝利した。この結果、選挙前の147議席から過半数議席を7上回って158議席となり、安定した政権運営を行うことが再び可能となった。
2015年2月2日、国務総理に内定した李完九院内代表の公認を決める選挙がおこなわれ、非主流派で国会国防委員長の劉承旼が、親朴主流派の支援を受けた李柱栄前海洋水産部長官に大差をつけて選出された。これにより、セヌリ党の執行部は金武星代表以下、非朴派が掌握することになり、朴槿恵大統領のレイムダック化が始まったとの見方も出た。
2015年4月、4選挙区（3選挙区は統合進歩党解散に因る補欠選挙、残る1選挙区はセヌリ党議員の当選無効に因る再選挙）で投票が行われた国会議員再補選では、朴槿恵大統領側近の裏金疑惑が浮上したにもかかわらず、伝統的に野党の地盤とされてきたソウル市冠岳区で27年ぶりに議席を奪うなど、4選挙区中3選挙区で当選を収めて圧勝した。

##### 2016年総選挙惨敗
前年4月の補選で大勝したセヌリ党は2016年4月に行なわれる総選挙を前に、候補者公認権を巡る派閥間対立が表面化。また朴槿恵大統領の政治姿勢に対し国民の不満は高まり、党内でも党本部主導の公認方式に対する不満から非主流派議員の離党が相次ぎ、中には最大野党である共に民主党（以下、民主党）へ入党する議員も出た。その結果、過半数を大きく下回る122議席を獲得するに留まり、123議席を獲得した民主党に次ぐ第2党へ転落する結果となった。特にソウル市では12議席に留まり民主化後の総選挙では最低の結果となった他、ソウル市江南区、釜山市や大邱市などセヌリ党が伝統的に強いとされてきた地域で、民主党や無所属候補に敗れる事例が相次いだ。此の結果を受けて、金武星代表は党代表を辞任し、指導部も退陣した。

##### セヌリ党分裂
8月9日に行われた全党大会に於いて主流派に属する全羅道出身の国会議員である李貞鉉が代表に選出された。同氏が代表に選出された結果、主流派の人物が2012年以来4年ぶりに党指導部に復帰。また韓国の保守系政党に於いて初めて全羅道出身者が代表に就任する事になった。
崔順実ゲート事件が明らかになった事をきっかけに朴槿恵大統領への批判が高まった事に比例しセヌリ党支持率も急落、11月半ばには15%と政権発足以来で最低値を記録。大統領候補として名が挙がっていた同党所属の京畿道知事である南景弼（ナム・ギョンピル）と、非主流派で3選議員の金容兌（キム・ヨンテ）が離党、非主流派からは指導部の退陣を求める声が強まった。12月9日、朴槿恵大統領に対する弾劾訴追案が234票の賛成票で可決、反対票を投じたのは56票に留まり、大統領と距離を置く非主流派だけでなく大統領に近い主流派からも賛成票を投じた事が示される結果となった。
12月12日には鄭鎮碩が院内代表を辞任。16日に行われた院内代表選挙で親朴派の鄭宇澤が当選。これを受けて李代表以下の党指導部全員が朴大統領弾劾訴追可決の責任を採る形で辞任し、院内代表となった鄭宇澤が代表権限代行として非常対策委員会（臨時指導部）の構成などを主導する事となった。
しかし非常対策委員長の人選を巡り親朴派と対立を深めた非主流派は21日、金武星前代表や劉承旼元院内代表らが会合を行い27日に離党して新党を結成する方針を固めた。そして27日に非主流派議員29名が離党と新党「改革保守新党」（仮称）の結成を宣言、同時に院内交渉団体の登録を行った。これによりセヌリ党は99名に減少し第1党の座から転落した。翌2017年1月、離党したメンバーを中心とする新党「正しい政党（바른정당）」が発足。
党分裂後の12月23日、セヌリ党は非常対策委員会委員長に経済正義実践市民連合（経実蓮）共同代表でハンナラ党時代の2006年に党倫理委員長を務めた事が在る印名鎮牧師を内定。同月29日に正式に委員長に選出した。

### 自由韓国党時代（2017 - 2020）

#### 「自由韓国党」発足
崔順実ゲート事件で深刻なダメージを受けたセヌリ党はイメージ刷新のため、5年ぶりに党名変更を図る事を決定。2017年2月8日の議員総会で責任党員へのアンケートで最も多かった「自由韓国党」に変更する事を決定。2月13日の常任全国委員会の会議で党名変更を正式決定した
3月31日に行われた全党大会では、憲法裁判所が朴槿恵大統領を罷免したため、5月9日に投開票が行われる事になった大統領選挙における党の大統領候補を決める予備選挙が行われ、4名が立候補、責任党員の投票と一般国民を対象とした世論調査結果を50%ずつ反映する方法で行われた選挙の結果、慶尚南道知事の洪準杓が54.15%の得票を得て大統領候補に選出された。同日、非常対策委員会委員長を務めた牧師の印名鎮は委員長を辞任した。
4月5日、朴槿恵の大統領弾劾に反対する運動を行ってきた保守系団体が新しい「セヌリ党」を結成した。

#### 19代大統領選挙に惨敗、野党転落
選挙戦は、ライバル・文在寅候補（共に民主党）有利のまま進み、旧セヌリ党の流れをくむ自由韓国党・正しい政党、それに、かつて共に民主党の反主流派だった議員が中心メンバーである国民の党を加えた3党が候補者の一本化に向けた交渉を行うも失敗に終わり、この動きに反旗を翻した正しい政党のメンバーのうち20人が離党し、古巣の自由韓国党に再合流を求め、自由韓国党は正しい政党を離党した13名の復党と懲戒処分を受けていた議員7名の処分解除を決定。
5月9日の投開票の結果、公認候補・洪準杓は2位となったものの、得票率は24.03%にとどまり、韓国大統領選挙史上、歴代の保守政党（自由党→民主共和党→民主正義党→民主自由党→ハンナラ党→セヌリ党→自由韓国党）の候補者として最低の結果となった（それまで最低だったのは1987年大統領選の盧泰愚の36.6%だった）。文在寅と洪準杓の得票差は557万0951票で、2007年大統領選での李明博と鄭東泳の531万7708票差を上回り、1位と2位の票差が歴代の韓国大統領選挙史上最大となる惨敗となった。
党の強固な地盤であった慶尚道地域でも、前身の歴代の保守政党が大統領選挙で一度も1位を逃したことがなかった蔚山市と、前身の民主自由党時代から一度も大統領選挙で1位を逃したことがなかった釜山市で文在寅に敗れ、慶尚南道でも巨済市、金海市、梁山市、昌原市城山区・義昌区・鎮海区で文在寅に敗北し、道全体でも得票数にして約1万票、得票率にしてわずか0.5ポイント差まで迫られた。釜山市・蔚山市・慶尚南道（旧慶尚南道、いわゆるPK地域）の得票の合計でも文在寅を下回り、民主自由党時代から一貫して1位を守ってきたPK地域の総得票でも敗北した。また、大邱市と慶尚北道（いわゆるTK地域）では1位の座を守ったものの、前回2012年の大統領選で朴槿恵が大邱・慶北で得た得票率は80%を超えたのに対し、洪準杓の得票率は50%を下回り、大統領選挙史上、党の前身である歴代の保守政党の候補者としてTK地域で最低の結果となった。
この敗戦により、自由韓国党はハンナラ党時代の2008年2月以来、9年間維持し続けた与党の座を明け渡す結果となった。
7月3日の党大会で洪準杓が党代表に選出された。
11月3日に洪準杓代表は「文在寅政権は自由韓国党に『朴槿恵政党』のレッテルを張り、保守勢力を滅ぼそうとしてる」と主張し、統一地方選にも備えるために朴槿恵前大統領を自由韓国党から除名したと発表した。これには党内の親朴派が反発している。
朴槿恵が除名されたことを受け、11月6日に金武星らが正しい政党を離党して復党した。
12月12日、5月の大統領選直前に正しい政党を離党して復党した金聖泰が院内代表に選出された。

#### 2018年統一地方選挙惨敗
その後も党支持率は低迷が続き、2018年6月13日に行われた統一地方選挙では、全国17か所の広域自治体の首長（広域団体長）選挙のうち大邱市長選と慶尚北道知事選の2か所を除いて全敗するなど、歴史的な大惨敗となった。
仁川市長選、京畿道知事選で党所属の現職が文在寅政権の与党・共に民主党の公認候補に大差で敗れて落選するなど、首都圏、全羅道、忠清道、江原道、済州道の広域団体長選で全敗したのみならず、1990年の三党合同による民主自由党の結成以降、党の前身である歴代の保守政党（民主自由党→新韓国党→ハンナラ党→セヌリ党→自由韓国党）の強固な地盤であった慶尚道地域でも、釜山市長選、蔚山市長選、慶尚南道知事選で党候補が共に民主党の公認候補に大差で敗れて落選した。釜山市と蔚山市では現職が敗れ、党代表の洪準杓が2017年4月まで知事を務めていた慶尚南道でも元職が共に民主党の新人に敗れた。
また、同日に投票が行われた国会議員補欠選挙でも、12選挙区のうち共に民主党が候補者を擁立しなかった1選挙区でしか勝利できず、11選挙区では共に民主党の候補者に敗れた。
この結果を受け洪準杓は党代表を辞任し、国民大学校名誉教授の金秉準を非常対策委員長に選出した。
2019年2月27日に行われた党大会では朴槿恵政権下で要職を歴任した前国務総理の黄教安が党代表に選出された。

#### 「未来韓国党」の分党と未来統合党発足による消滅
2019年に入り、文在寅政権 と共に民主党は国政改革の一環として公職選挙法の改正案を国会へ上程し、改正案は同年12月27日に賛成多数で可決された。法改正で比例代表に導入された「準連動型比例代表制」と呼ばれる新しい制度は、比例代表47議席のうち30議席を「連動型比例代表制」（連動率50％）によって配分することにしており（詳細は第21代総選挙 (大韓民国)#基礎データ参照）、第21代総選挙が導入後最初の選挙となる。
「準連動型比例代表制」の導入は、議席配分の計算式上少数政党に有利と見方が多く、自由韓国党は導入に強く反対して代案を提示したりしたものの、指示を得ることができなかった。しかし、「大政党が比例代表に特化した衛星政党を用意すれば新制度が形骸化させられる」との見解が法改正前からあった為、自由韓国党は次善の策として衛星政党の用意を進め始め、2020年2月5日に未来韓国党を分党した。
改正公選法への対策を進める一方で、自由韓国党は朴槿恵大統領弾劾の影響や「富・権力の既得権益受益者」といったイメージを払拭できず、若年層や無党派層への党勢拡大が伸び悩んでいた。そのため、保守票の結集によって第21代総選挙で共に民主党から第一党の座を奪還する目的で、自由韓国党は右派性向が類似している新しい保守党及び未来に向けた前進4.0との合同協議を進め、2020年2月17日に三党が合同して未来統合党となった。これにより、自由韓国党は中央選挙管理委員会の記録上解党されたこととなり、1997年11月からの約22年3か月に及ぶ歴史に幕を下ろした。

## 歴代党首

### ハンナラ党総裁 (1997-2002)
| 代 | 画像 | 総裁   | 在任期間                      | 備考                                                                                          |
| -- | ---- | ------ | ----------------------------- | --------------------------------------------------------------------------------------------- |
| 1  |      | 趙淳   | 1997年11月21日 - 1998年8月4日 | 第2回全国同時地方選挙での敗北と第15代後半期国会議長に朴浚圭が指名されたことの責任を取り辞任。 |
| -  |      | 李基澤 | 1998年8月5日 - 1998年8月30日  | 権限代行。                                                                                    |
| 2  |      | 李会昌 | 1998年8月31日 - 2000年5月22日 |                                                                                               |
| -  |      | 姜昌成 | 2000年5月23日 - 2000年5月30日 | 権限代行。                                                                                    |
| 3  |      | 李会昌 | 2000年5月31日 - 2002年4月1日  |                                                                                               |
| -  |      | 朴寛用 | 2002年4月2日 - 2002年5月13日  | 権限代行。                                                                                    |

### ハンナラ党代表最高委員 (2002-2012)
| 代 | 画像 | 代表   | 在任期間                        | 備考                                            |
| -- | ---- | ------ | ------------------------------- | ----------------------------------------------- |
| 1  |      | 徐清源 | 2002年5月14日 - 2003年1月29日   | 第16代大統領選挙での敗北の責任を取り辞任。      |
| -  |      | 朴熺太 | 2003年1月30日 - 2003年6月25日   | 権限代行。                                      |
| 2  |      | 崔秉烈 | 2003年6月26日 - 2004年3月22日   |                                                 |
| 3  |      | 朴槿恵 | 2004年3月23日 - 2004年7月4日    |                                                 |
| -  |      | 金徳龍 | 2004年7月5日 - 2004年7月18日    | 権限代行。                                      |
| 4  |      | 朴槿恵 | 2004年7月19日 - 2006年6月15日   |                                                 |
| -  |      | 金映宣 | 2006年6月15日 - 2006年7月10日   | 権限代行。                                      |
| 5  |      | 姜在渉 | 2006年7月11日 - 2008年7月2日    |                                                 |
| 6  |      | 朴熺太 | 2008年7月3日 - 2009年9月6日     | 国会議員補欠選挙へ出馬するために辞任。          |
| 7  |      | 鄭夢準 | 2009年9月7日 - 2010年6月3日     | 第5回全国同時地方選挙での敗北の責任を取り辞任。 |
| -  |      | 金武星 | 2010年6月4日 - 2010年7月13日    | 非常対策委員長。                                |
| 8  |      | 安商守 | 2010年7月14日 - 2011年5月8日    | 国会議員補欠選挙での敗北の責任を取り辞任。      |
| -  |      | 鄭義和 | 2011年5月8日 - 2011年7月3日     | 権限代行。                                      |
| 9  |      | 洪準杓 | 2011年7月4日 - 2011年12月9日    |                                                 |
| -  |      | 羅卿瑗 | 2011年12月9日 - 2011年12月11日  | 権限代行。                                      |
| -  |      | 黄祐呂 | 2011年12月12日 - 2011年12月18日 | 権限代行。                                      |
| -  |      | 朴槿恵 | 2011年12月19日 - 2012年2月13日  | 非常対策委員長。                                |

### セヌリ党代表最高委員 (2012-2016)
| 代 | 画像 | 代表   | 在任期間                      | 備考                                   |
| -- | ---- | ------ | ----------------------------- | -------------------------------------- |
| -  |      | 朴槿恵 | 2012年2月13日 - 2012年5月14日 | 非常対策委員長。                       |
| 1  |      | 黄祐呂 | 2012年5月15日 - 2014年5月14日 |                                        |
| -  |      | 李完九 | 2014年5月15日 - 2014年7月13日 | 非常対策委員長。                       |
| 2  |      | 金武星 | 2014年7月14日 - 2016年4月14日 | 第20代総選挙での敗北の責任を取り辞任。 |
| -  |      | 元裕哲 | 2016年4月14日 - 2016年5月10日 | 権限代行。                             |
| -  |      | 鄭鎮碩 | 2016年5月11日 - 2016年6月1日  | 権限代行。                             |
| -  |      | 金熙玉 | 2016年6月2日 - 2016年8月9日   | 革新非常対策委員長。                   |

### セヌリ党代表 (2016-2017)
| 代 | 画像 | 代表   | 在任期間                        | 備考                                         |
| -- | ---- | ------ | ------------------------------- | -------------------------------------------- |
| 1  |      | 李貞鉉 | 2016年8月9日 - 2016年12月16日   | 朴槿恵大統領弾劾訴追案可決の責任を取り辞任。 |
| -  |      | 鄭宇澤 | 2016年12月16日 - 2016年12月29日 | 権限代行。                                   |
| -  |      | 印名鎮 | 2016年12月29日 - 2017年2月13日  | 非常対策委員長。                             |

### 自由韓国党代表 (2017-2020)
| 代 | 画像 | 代表   | 在任期間                      | 備考                                            |
| -- | ---- | ------ | ----------------------------- | ----------------------------------------------- |
| -  |      | 印名鎮 | 2017年2月13日 - 2017年3月31日 | 非常対策委員長。                                |
| -  |      | 鄭宇澤 | 2017年3月31日 - 2017年7月3日  | 権限代行。                                      |
| 1  |      | 洪準杓 | 2017年7月3日 - 2018年6月14日  | 第7回全国同時地方選挙での敗北の責任を取り辞任。 |
| -  |      | 金聖泰 | 2018年6月14日 - 2018年7月17日 | 権限代行。                                      |
| -  |      | 金秉準 | 2018年7月17日 - 2019年2月27日 | 革新非常対策委員長。                            |
| 2  |      | 黄教安 | 2019年2月27日 - 2020年2月17日 |                                                 |

- 出典：アジア経済研究所編『アジア動向年報』各年版とセヌリ党ホームページの「걸어온 길（歩んできた道）」。

## 綱領及び政策
綱領（抜粋）
- 既存の政綱政策を全面改正し、新しい「国民との約束」を提示し、この約束を実践するために最善の努力を行う
- 成長と福祉をともに発展させていくことが時代的要求であることを深く認識
- 公正な市場経済
- 社会的不均衡と格差を狭める
- 互恵的相互共存原則にもとづく柔然かつ積極的な対北政策を推進
- 在外国民の権益伸長のために努力

出典：전문(강령)（前文（綱領））。2012年7月16日閲覧　
基本政策
1. すべての国民がともに幸福な福祉国家建設
2. 雇用の心配のない国づくり
3. 公正な市場経済確立と成長潜在力向上
4. 科学技術による創意的な国家具現
5. 機会均等の創造型未来教育実現
6. 多様性を尊重する疎通と配慮の社会文化実現
7. 持続可能な親環境社会実現
8. 韓半島平和にもとづく国益中心の外交と統一韓半島時代主導
9. 国民と疎通する信頼政治具現
10. 国民に奉仕する信頼される政府づくり

出典：기본정책（基本政策）。2012年7月16日閲覧　

## 対日政策
- しばしば所属議員が他党議員とともに竹島への上陸を行っている[114]。
- 2018年、韓国の防弾少年団が日本のテレビ番組出演を取り消された事案について、党は論評にて「日本の偏狭な文化相対主義と自己中心的歴史認識に深刻な遺憾を表わす」と表明している[115]。
- 2018年、いわゆる徴用工訴訟問題の判決に対し、党は論評にて「日本は請求権協定に反するとして反発するが、我が国の国民情緒を考えず妄言を繰り返して関係をさらに悪化させている」と日本を批難している[116]。
- 2018年12月20日に発生した韓国海軍レーダー照射問題に関する日本側の対応については、安倍晋三首相が急落する支持率の回復のため、韓日間の摩擦を利用しているとして、安倍首相に謝罪を求める論評を発表した[117]。

## 選挙における党勢推移

### 大統領選挙
| 年     | 月日     | 大統領選挙       | 候補者 | 得票数     | 得票率 | 当落        |
| ------ | -------- | ---------------- | ------ | ---------- | ------ | ----------- |
| 1997年 | 12月17日 | 第15代大統領選挙 | 李会昌 | 9,935,718  | 38.74% | 落選（2位） |
| 2002年 | 12月19日 | 第16代大統領選挙 | 李会昌 | 11,443,297 | 46.58% | 落選（2位） |
| 2007年 | 12月15日 | 第17代大統領選挙 | 李明博 | 11,492,389 | 48.67% | 当選        |
| 2012年 | 12月19日 | 第18代大統領選挙 | 朴槿恵 | 15,773,128 | 51.55% | 当選        |
| 2017年 | 5月9日   | 第19代大統領選挙 | 洪準杓 | 7,852,849  | 24.03% | 落選（2位） |

### 総選挙
| 年     | 月日     | 代           | 議席数 | 得票率 (比例代表) |
| ------ | -------- | ------------ | ------ | ----------------- |
| 2000年 | 04月13日 | 第16代総選挙 | 133    | 38.96%            |
| 2004年 | 04月15日 | 第17代総選挙 | 121    | 35.76%            |
| 2008年 | 04月09日 | 第18代総選挙 | 153    | 37.48%            |
| 2012年 | 04月11日 | 第19代総選挙 | 152    | 42.80%            |
| 2016年 | 04月12日 | 第20代総選挙 | 122    | 33.50%            |

### 地方選挙
| 選挙                  | 年月日         | 広域団体長 | 基礎団体長 | 広域議会 | 広域議会 | 広域議会 | 広域議会 | 基礎議会 | 基礎議会 | 基礎議会 |
| 選挙                  | 年月日         | 広域団体長 | 基礎団体長 | 合計     | 地域区   | 比例代表 | 得票率   | 合計     | 地域区   | 比例代表 |
| --------------------- | -------------- | ---------- | ---------- | -------- | -------- | -------- | -------- | -------- | -------- | -------- |
| 第2回全国同時地方選挙 | 1998年06月04日 | 6          | 74         | 253      | 224      | 29       | 35.6%    |          |          |          |
| 第3回全国同時地方選挙 | 2002年06月13日 | 11         | 140        | 467      | 431      | 36       | 52.1%    |          |          |          |
| 第4回全国同時地方選挙 | 2006年05月31日 | 12         | 155        | 557      | 519      | 38       | 53.8%    | 1,621    | 1,401    | 220      |
| 第5回全国同時地方選挙 | 2010年06月02日 | 6          | 82         | 288      | 252      | 36       | 39.8%    | 1,247    | 1,087    | 160      |
| 第6回全国同時地方選挙 | 2014年06月04日 | 8          | 117        | 416      | 375      | 41       | 48.38%   | 1,413    | 1,206    | 207      |

出典：韓国中央選挙管理委員会「選挙統計システム」及び『選挙総覧』を参照。第2回と第3回の同時地方選挙の基礎議会選挙における政党公薦は禁止されているため当選者なし。

## 年表
| 年     | 月日     | 出来事 |
| ------ | -------- | --- |
| 1997年 | 11月21日 | 与党新韓国党と第三党の野党統合民主党が合同、ハンナラ党を結成。初代総裁に趙淳、大統領候補 に李会昌を指名。 |
| 1997年 | 12月18日 | 大統領選挙、李会昌候補、新政治国民会議の金大中候補に敗れる（韓国憲政史上初の与野党間の政権交代）。 |
| 1998年 | 04月02日 | 国会議員補欠選挙。慶尚道の4選挙区で全勝 |
| 1998年 | 04月10日 | 党大会で趙淳総裁、李会昌名誉総裁を再任 |
| 1998年 | 06月04日 | 第2回全国同時地方選挙。広域自治団体長6名、広域議会議員440名、基礎自治団体長74名が当選。慶尚道地域で強さを発揮した。 |
| 1998年 | 07月21日 | 国会議員補欠選挙。補欠選挙が行われた7選挙区中、4選挙区で勝利 |
| 1998年 | 08月04日 | 趙淳総裁が辞任（翌5日に李基澤副総裁が、総裁代行となる） |
| 1998年 | 08月31日 | 李会昌が同党の総裁に就任 |
| 2000年 | 02月28日 | ハンナラ党を離党した議員が新党「民主国民党」発起人大会を開催。新党代表に趙淳が就任（翌月8日に結成大会） |
| 2000年 | 04月13日 | 第16代総選挙。133議席を得、国会内第一党を維持 |
| 2001年 | 10月25日 | 国会議員補欠選挙。補欠選挙が行われた3選挙区全てで全勝 |
| 2002年 | 02月28日 | 朴槿恵副総裁、李会昌総裁の党運営に反発して離党を表明（後に復党） |
| 2002年 | 04月15日 | 大統領選挙に立候補するため総裁の座を退いた李会昌に代わり、徐淸源（ソ・チウォン）が代表最高委員（代表）に選出される。 |
| 2002年 | 05月10日 | この日行われた全党大会で、李会昌前総裁を同党の大統領候補に選出した |
| 2002年 | 06月13日 | 第3回全国同時地方選挙。ソウル特別市で李明博が当選するなど広域自治団体長11名、広域議会議員467名、基礎自治団体長140名が当選して圧勝。                                                                                                 |
| 2002年 | 08月08日 | 13選挙区で行われた国会議員補欠選挙において、11名が当選して圧勝。国会の過半数137議席を上回る139議席となった。 |
| 2002年 | 12月19日 | 大統領選挙。2度目の出馬となった李会昌候補、新千年民主党（民主党）の盧武鉉候補に僅差で敗れる。 |
| 2003年 | 04月24日 | 国会議員補欠選挙。3選挙区の内、2選挙区で当選。 |
| 2003年 | 06月26日 | 新たな党代表に崔秉烈を選出 |
| 2004年 | 03月12日 | ハンナラ党、民主党と共に盧武鉉大統領の弾劾訴追案を国会に提出。賛成多数で可決。 |
| 2004年 | 03月23日 | 臨時党大会、朴正煕の長女である朴槿恵を新代表に選出 |
| 2004年 | 04月15日 | 第17代総選挙。121議席を確保、第二党に後退 |
| 2005年 | 10月26日 | 国会議員補欠選挙が行われた4選挙区すべてで、ハンナラ党候補が当選 |
| 2006年 | 02月20日 | 群小政党に転落した保守政党の自由民主連合を吸収 |
| 2006年 | 05月31日 | 第4回全国同時地方選挙。広域自治団体長12名、広域議会議員557名、基礎自治団体長155名、基礎議会議員1,622名が当選して圧勝 |
| 2006年 | 07月11日 | この日行われた党大会の代表選挙で、姜在渉（カン・ジェソプ）が代表に当選 |
| 2006年 | 10月25日 | 9選挙区で行われた国会議員補欠選挙で4名当選 |
| 2007年 | 04月25日 | 3選挙区で行われた国会議員補欠選挙で1名当選 |
| 2007年 | 08月20日 | ハンナラ党全党大会。候補者指名選挙の開票結果発表、李明博前ソウル市長が総得票率49.56％で 候補者に指名される。 |
| 2007年 | 12月15日 | 大統領選挙。李明博候補が次点の大統合民主新党の鄭東泳候補に大差をつけて当選。 |
| 2008年 | 04月09日 | 第18代総選挙。ハンナラ党は過半数（150議席）を上回る153議席を確保、4年ぶりに第一党を回復。 |
| 2008年 | 07月03日 | 党代表選挙。朴熺太が鄭夢準を抑えて新代表に当選。 |
| 2008年 | 07月16日 | 4月の総選挙で公認を外された親朴連帯や無所属当選者19名がハンナラ党に入党。 |
| 2009年 | 04月29日 | 国会議員再選挙。再選挙が行われた5選挙区全てで敗北、当選はソウル特別市議会議員補欠選挙における1名に留まった。 |
| 2009年 | 09月07日 | 10月に行われる国会議員再選挙に出馬するため、朴熺太代表が代表の座を退き、後任の新たな代表に昨年7月の代表選挙で次点だった鄭夢準代表最高委員が就任。                                                                                   |
| 2009年 | 10月28日 | 京畿道水原市など5箇所で国会議員再補選。慶尚南道梁山市など2箇所での勝利に留まり、3勝した民主党に惜敗した。 |
| 2009年 | 11月20日 | ハンナラ党結成12周年の記念式。 |
| 2010年 | 05月04日 | 議員総会で、新たな院内代表に金武星議員を選出した。 |
| 2010年 | 06月02日 | 第5回全国同時地方選挙。広域団体長選挙は前回より半減の6箇所、基礎団体長選挙でも228箇所中78箇所の勝利に留まった。そして広域議会選挙も前回より議席を大きく減らして敗北。選挙での敗北の責任を取って鄭代表以下、党指導部が総辞職を宣言。 |
| 2010年 | 07月14日 | 全党大会で新たな党代表に安商守元院内代表を選出。 |
| 2010年 | 07月28日 | 国会議員再補選。8選挙区中5選挙区で勝利し、完勝。 |
| 2011年 | 04月27日 | 国会議員及び自治団体長・議員の再補選。城南市盆唐区乙で姜在渉が落選したのを初め、江原道知事選挙でも党公認候補が落選するなど敗北。翌28日、安代表を初めとする党指導部全員が辞任を表明。                                                |
| 2011年 | 05月06日 | 同日行われた院内代表選挙で、新たな院内代表に黃祐呂議員を選出。同時に行われた政策委員会議長選挙では李柱栄が選出された。 |
| 2011年 | 07月04日 | 同日行われた党大会にて行われた党最高委員選挙で、洪準杓議員が新代表に選出された（任期は来年の7月13日まで）。 |
| 2011年 | 09月26日 | 10月のソウル市長補選に、党最高委員の羅卿瑗を擁立することを決定。 |
| 2011年 | 10月26日 | 下半期再補選。ソウル市長補選、党公認候補である羅卿瑗が野党統一候補である朴元淳に敗北。11カ所で行われた基礎自治団体長選では、9カ所で勝利。                                                                                           |
| 2011年 | 12月06日 | 党最高委員5名中3名が辞任を表明 |
| 2011年 | 12月09日 | 洪準杓代表最高委員が辞任を表明。 |
| 2011年 | 12月20日 | 非常対策委員長に朴槿恵元代表を選出。 |
| 2012年 | 01月26日 | 非常対策委員会の全体会議で党名を変更することを決定。 |
| 2012年 | 02月02日 | 未来希望連帯と統合。党名をセヌリ党（새누리당）に改名することを確定する。 |
| 2012年 | 02月07日 | 党のシンボルカラーを従来の青色から赤色に変更。 |
| 2012年 | 02月13日 | 全国委員会で党名改称・党憲党規改正案が全会一致で承認され、「セヌリ党」に党名改称。 |
| 2012年 | 04月11日 | 第19代総選挙。選挙前議席（162議席）を下回ったものの152議席を獲得、単独過半数を維持。 |
| 2012年 | 05月09日 | 院内代表選挙で親朴派の李漢久議員が当選。 |
| 2012年 | 05月15日 | 全党大会で黄祐呂議員を新代表に選出 |
| 2012年 | 05月21日 | 最高委員会議で次期事務総長に親朴派の徐秉洙（ソ・ビョンス）議員を任命。 |
| 2012年 | 07月02日 | 第19代国会開会式。議長に6選の姜昌熙議員を選出 |
| 2012年 | 07月11日 | 李漢久院内代表、同党の鄭斗彦議員に対する逮捕同意案が国会で否決された責任をとって辞職 |
| 2012年 | 08月17日 | 議員総会で、違法献金疑惑を持たれている玄永姫議員の除名案を全会一致で可決。 |
| 2012年 | 08月20日 | 全党大会、前日19日に行われた大統領候補予備選結果が発表され、朴槿恵が圧倒的大差でセヌリ党の大統領候補に選出。 |
| 2012年 | 10月26日 | 先進統一党との合併を公式宣言。 |
| 2012年 | 11月16日 | 先進統一党を吸収合併。 |
| 2012年 | 11月23日 | 2007年大統領選挙に立候補するためハンナラ党を離党した李会昌が入党。朴槿恵大統領候補支持を表明。 |
| 2012年 | 12月19日 | 大統領選挙。朴槿恵が文在寅を僅差で抑えて勝利。 |
| 2013年 | 05月15日 | 院内代表に朴大統領に近いチェ・ギョンファンを選出 |
| 2013年 | 04月25日 | 国会議員再補選。再補選が行われた3選挙区のうち2選挙区（釜山・影島、忠清南道・扶余青陽）でセヌリ党候補が当選。 |
| 2013年 | 10月30日 | 国会議員再補選。再補選が行われた京畿道・華城と慶尚北道・浦項の2選挙区いずれもセヌリ党候補が当選。 |
| 2014年 | 05月08日 | 新たな院内代表に元忠清南道知事で朴槿恵大統領側近である李完九を選出。 |
| 2014年 | 05月14日 | 党代表である黄祐呂の任期満了。7月14日の党大会までの党務を担う非常対策委員長に院内代表である李完九が就任。 |
| 2014年 | 06月04日 | 第6回全国同時地方選挙。広域市道選挙では17箇所中8箇所、基礎自治団体長選挙では226箇所中117箇所で勝利。 |
| 2014年 | 07月14日 | 全党大会。党の新代表に非主流派の重鎮である金武星を選出。同時に党最高委員も選出。 |
| 2014年 | 07月30日 | 国会議員再補選。選挙が行われた15選挙区中11選挙区で勝利し圧勝。 |
| 2015年 | 01月23日 | 李完九院内代表、国務総理に内定。 |
| 2015年 | 02月03日 | 院内代表選挙。非朴系の劉承旼が当選。 |
| 2015年 | 04月29日 | 国会議員再補選。選挙が行われた4選挙区中3選挙区で勝利し圧勝。 |
| 2015年 | 07月08日 | 劉承旼院内代表が辞任を表明。 |
| 2015年 | 07月14日 | 元裕哲を新院内代表に選出。 |
| 2016年 | 04月13日 | 第20代総選挙（300議席）。過半数を大きく下回る122議席の獲得に留まり惨敗。最大野党の「共に民主党」に次ぐ第2党に後退。 |
| 2016年 | 04月14日 | 金武星代表、総選挙惨敗の責任を取って辞任を表明。 |
| 2016年 | 05月04日 | 新たな院内代表に当選4回の国会議員である鄭鎭碩を選出。 |
| 2016年 | 06月16日 | 4月の総選挙において無所属出馬して当選した議員4名の復党を決定。126議席となり、第1党に返り咲き。 |
| 2016年 | 08月09日 | 全党大会。党代表に朴槿恵大統領の側近で主流派に位置する李貞鉉を選出。 |
| 2016年 | 11月22日 | ナム・ギョンピル京畿道知事とキム・ヨンテ議員が離党。 |
| 2016年 | 12月9日  | 朴槿恵大統領の弾劾訴追案が国会で可決。 |
| 2016年 | 12月12日 | 鄭鎮碩院内代表が辞任。 |
| 2016年 | 12月16日 | 院内代表選で鄭宇沢を選出。李代表以下、党指導部が一斉に辞任。 |
| 2016年 | 12月21日 | 金武星前代表や劉承ミン元院内代表など非主流派議員31名が27日に離党する事を表明。 |
| 2016年 | 12月23日 | 非常対策委員会委員長に印名鎮牧師を内定。 |
| 2016年 | 12月27日 | 非主流派議員29名が離党、新党「改革保守新党」の結成を宣言。第1党の座から転落。 |
| 2016年 | 12月29日 | 非常対策委員会委員長に印名鎮を正式に選出。 |
| 2017年 | 02月08日 | 議員総会で、党名を「自由韓国党」に変更する方針を決める。 |
| 2017年 | 02月13日 | 常任全国委員会で「自由韓国党」への党名変更を決定。 |
| 2017年 | 03月31日 | 党大会で大統領候補に慶尚南道知事の洪準杓を選出。非常対策委員会委員長を務めていた印名鎮牧師が委員長を辞任。 |
| 2017年 | 05月6日  | 正しい政党離党者13名の復党と懲戒処分を受けていた議員7名の処分解除を決定。 |
| 2017年 | 05月13日 | 正しい政党を離党した議員13名が入党。議席数は107に。 |

- 保守系政党の再編過程（1981年 - 現在）

出典：聯合ニュース及びアジア経済研究所編『アジア動向年報』（アジア経済研究所）各年度版を参考にして作成。
|                 |                 |                 |                 |                 |                 |            |            |            |            |            |            | 民主正義党 | 民主正義党 | 民主正義党 | 民主正義党 | 民主正義党                    | 民主正義党 | 1981年1月15日 全斗煥総裁 | 1981年1月15日 全斗煥総裁 | 1981年1月15日 全斗煥総裁                 | 1981年1月15日 全斗煥総裁                 | 1981年1月15日 全斗煥総裁                 | 1981年1月15日 全斗煥総裁                 |                                          |                                          |                           |                           |                           |                           |                               |                               |                               |                               |                               |                               |                          |                          |                          |                          |                         |                         |                         |                         |                       |                       |                          |                          |                          |                          |                          |                          |  |  |  |  |  |  |  |  |  |  |  |  |  |  |  |  |  |  |  |  |  |  |  |  |
|                 |                 |                 |                 |                 |                 |            |            |            |            |            |            | 民主正義党 | 民主正義党 | 民主正義党 | 民主正義党 | 民主正義党                    | 民主正義党 | 1981年1月15日 全斗煥総裁 | 1981年1月15日 全斗煥総裁 | 1981年1月15日 全斗煥総裁                 | 1981年1月15日 全斗煥総裁                 | 1981年1月15日 全斗煥総裁                 | 1981年1月15日 全斗煥総裁                 |                                          |                                          |                           |                           |                           |                           |                               |                               | 統一民主党                    | 統一民主党                    | 統一民主党                    | 統一民主党                    | 統一民主党               | 統一民主党               | 1987年5月3日 金泳三総裁  | 1987年5月3日 金泳三総裁  | 1987年5月3日 金泳三総裁 | 1987年5月3日 金泳三総裁 | 1987年5月3日 金泳三総裁 | 1987年5月3日 金泳三総裁 |                       |                       |                          |                          |                          |                          |                          |                          |  |  |  |  |  |  |  |  |  |  |  |  |  |  |  |  |  |  |  |  |  |  |  |  |
|                 |                 |                 |                 |                 |                 |            |            |            |            |            |            |            |            |            |            |                               |            |                          |                          |                                          |                                          |                                          |                                          |                                          |                                          |                           |                           |                           |                           |                               |                               | 統一民主党                    | 統一民主党                    | 統一民主党                    | 統一民主党                    | 統一民主党               | 統一民主党               | 1987年5月3日 金泳三総裁  | 1987年5月3日 金泳三総裁  | 1987年5月3日 金泳三総裁 | 1987年5月3日 金泳三総裁 | 1987年5月3日 金泳三総裁 | 1987年5月3日 金泳三総裁 |                       |                       |                          |                          |                          |                          |                          |                          |  |  |  |  |  |  |  |  |  |  |  |  |  |  |  |  |  |  |  |  |  |  |  |  |
|                 |                 |                 |                 |                 |                 |            |            |            |            |            |            |            |            |            |            |                               |            |                          |                          |                                          |                                          |                                          |                                          |                                          |                                          |                           |                           |                           |                           |                               |                               |                               |                               |                               |                               |                          |                          |                          |                          |                         |                         |                         |                         |                       |                       |                          |                          |                          |                          |                          |                          |  |  |  |  |  |  |  |  |  |  |  |  |  |  |  |  |  |  |  |  |  |  |  |  |
|                 |                 |                 |                 |                 |                 |            |            |            |            |            |            |            |            |            |            |                               |            |                          |                          | 新民主共和党                             | 新民主共和党                             | 新民主共和党                             | 新民主共和党                             | 新民主共和党                             | 新民主共和党                             | 1987年10月30日 金鍾泌総裁 | 1987年10月30日 金鍾泌総裁 | 1987年10月30日 金鍾泌総裁 | 1987年10月30日 金鍾泌総裁 | 1987年10月30日 金鍾泌総裁     | 1987年10月30日 金鍾泌総裁     |                               |                               |                               |                               |                          |                          |                          |                          |                         |                         |                         |                         |                       |                       |                          |                          |                          |                          |                          |                          |  |  |  |  |  |  |  |  |  |  |  |  |  |  |  |  |  |  |  |  |  |  |  |  |
|                 |                 |                 |                 |                 |                 |            |            |            |            |            |            |            |            |            |            |                               |            |                          |                          | 新民主共和党                             | 新民主共和党                             | 新民主共和党                             | 新民主共和党                             | 新民主共和党                             | 新民主共和党                             | 1987年10月30日 金鍾泌総裁 | 1987年10月30日 金鍾泌総裁 | 1987年10月30日 金鍾泌総裁 | 1987年10月30日 金鍾泌総裁 | 1987年10月30日 金鍾泌総裁     | 1987年10月30日 金鍾泌総裁     |                               |                               |                               |                               |                          |                          |                          |                          |                         |                         |                         |                         |                       |                       |                          |                          |                          |                          |                          |                          |  |  |  |  |  |  |  |  |  |  |  |  |  |  |  |  |  |  |  |  |  |  |  |  |
|                 |                 |                 |                 |                 |                 |            |            |            |            |            |            |            |            |            |            |                               |            |                          |                          |                                          |                                          |                                          |                                          |                                          |                                          |                           |                           |                           |                           |                               |                               |                               |                               |                               |                               |                          |                          |                          |                          |                         |                         |                         |                         |                       |                       |                          |                          |                          |                          |                          |                          |  |  |  |  |  |  |  |  |  |  |  |  |  |  |  |  |  |  |  |  |  |  |  |  |
|                 |                 |                 |                 |                 |                 |            |            |            |            |            |            |            |            |            |            |                               |            |                          |                          |                                          |                                          |                                          |                                          |                                          |                                          |                           |                           |                           |                           |                               |                               |                               |                               |                               |                               |                          |                          |                          |                          |                         |                         |                         |                         |                       |                       |                          |                          |                          |                          |                          |                          |  |  |  |  |  |  |  |  |  |  |  |  |  |  |  |  |  |  |  |  |  |  |  |  |
|                 |                 |                 |                 |                 |                 |            |            |            |            |            |            |            |            | 民主自由党 | 民主自由党 | 民主自由党                    | 民主自由党 | 民主自由党               | 民主自由党               | 1990年2月9日 盧泰愚・金泳三 ・金鍾泌総裁 | 1990年2月9日 盧泰愚・金泳三 ・金鍾泌総裁 | 1990年2月9日 盧泰愚・金泳三 ・金鍾泌総裁 | 1990年2月9日 盧泰愚・金泳三 ・金鍾泌総裁 | 1990年2月9日 盧泰愚・金泳三 ・金鍾泌総裁 | 1990年2月9日 盧泰愚・金泳三 ・金鍾泌総裁 |                           |                           |                           |                           |                               |                               |                               |                               |                               |                               |                          |                          |                          |                          |                         |                         |                         |                         |                       |                       |                          |                          |                          |                          |                          |                          |  |  |  |  |  |  |  |  |  |  |  |  |  |  |  |  |  |  |  |  |  |  |  |  |
|                 |                 |                 |                 |                 |                 |            |            |            |            |            |            |            |            | 民主自由党 | 民主自由党 | 民主自由党                    | 民主自由党 | 民主自由党               | 民主自由党               | 1990年2月9日 盧泰愚・金泳三 ・金鍾泌総裁 | 1990年2月9日 盧泰愚・金泳三 ・金鍾泌総裁 | 1990年2月9日 盧泰愚・金泳三 ・金鍾泌総裁 | 1990年2月9日 盧泰愚・金泳三 ・金鍾泌総裁 | 1990年2月9日 盧泰愚・金泳三 ・金鍾泌総裁 | 1990年2月9日 盧泰愚・金泳三 ・金鍾泌総裁 |                           |                           |                           |                           |                               |                               |                               |                               |                               |                               |                          |                          |                          |                          |                         |                         |                         |                         |                       |                       |                          |                          |                          |                          |                          |                          |  |  |  |  |  |  |  |  |  |  |  |  |  |  |  |  |  |  |  |  |  |  |  |  |
|                 |                 |                 |                 |                 |                 |            |            |            |            |            |            |            |            |            |            |                               |            |                          |                          |                                          |                                          |                                          |                                          |                                          |                                          |                           |                           |                           |                           |                               |                               |                               |                               |                               |                               |                          |                          |                          |                          |                         |                         |                         |                         |                       |                       |                          |                          |                          |                          |                          |                          |  |  |  |  |  |  |  |  |  |  |  |  |  |  |  |  |  |  |  |  |  |  |  |  |
| 1995年 12月21日 | 1995年 12月21日 | 1995年 12月21日 | 1995年 12月21日 | 1995年 12月21日 | 1995年 12月21日 | 統合民主党 | 統合民主党 | 統合民主党 | 統合民主党 | 統合民主党 | 統合民主党 |            |            | 新韓国党   | 新韓国党   | 新韓国党                      | 新韓国党   | 新韓国党                 | 新韓国党                 | 1995年12月6日 金泳三総裁                 | 1995年12月6日 金泳三総裁                 | 1995年12月6日 金泳三総裁                 | 1995年12月6日 金泳三総裁                 | 1995年12月6日 金泳三総裁                 | 1995年12月6日 金泳三総裁                 |                           |                           | 自由民主連合              | 自由民主連合              | 自由民主連合                  | 自由民主連合                  | 自由民主連合                  | 自由民主連合                  | 1995年2月21日 金鍾泌総裁      | 1995年2月21日 金鍾泌総裁      | 1995年2月21日 金鍾泌総裁 | 1995年2月21日 金鍾泌総裁 | 1995年2月21日 金鍾泌総裁 | 1995年2月21日 金鍾泌総裁 | {{{1995年 12月21日}}}   | {{{1995年 12月21日}}}   | {{{1995年 12月21日}}}   | {{{1995年 12月21日}}}   | {{{1995年 12月21日}}} | {{{1995年 12月21日}}} |                          |                          |                          |                          |                          |                          |  |  |  |  |  |  |  |  |  |  |  |  |  |  |  |  |  |  |  |  |  |  |  |  |
| 1995年 12月21日 | 1995年 12月21日 | 1995年 12月21日 | 1995年 12月21日 | 1995年 12月21日 | 1995年 12月21日 | 統合民主党 | 統合民主党 | 統合民主党 | 統合民主党 | 統合民主党 | 統合民主党 |            |            | 新韓国党   | 新韓国党   | 新韓国党                      | 新韓国党   | 新韓国党                 | 新韓国党                 | 1995年12月6日 金泳三総裁                 | 1995年12月6日 金泳三総裁                 | 1995年12月6日 金泳三総裁                 | 1995年12月6日 金泳三総裁                 | 1995年12月6日 金泳三総裁                 | 1995年12月6日 金泳三総裁                 |                           |                           | 自由民主連合              | 自由民主連合              | 自由民主連合                  | 自由民主連合                  | 自由民主連合                  | 自由民主連合                  | 1995年2月21日 金鍾泌総裁      | 1995年2月21日 金鍾泌総裁      | 1995年2月21日 金鍾泌総裁 | 1995年2月21日 金鍾泌総裁 | 1995年2月21日 金鍾泌総裁 | 1995年2月21日 金鍾泌総裁 | {{{1995年 12月21日}}}   | {{{1995年 12月21日}}}   | {{{1995年 12月21日}}}   | {{{1995年 12月21日}}}   | {{{1995年 12月21日}}} | {{{1995年 12月21日}}} |                          |                          |                          |                          |                          |                          |  |  |  |  |  |  |  |  |  |  |  |  |  |  |  |  |  |  |  |  |  |  |  |  |
|                 |                 |                 |                 |                 |                 |            |            |            |            |            |            |            |            |            |            |                               |            |                          |                          |                                          |                                          |                                          |                                          |                                          |                                          |                           |                           |                           |                           |                               |                               |                               |                               |                               |                               |                          |                          |                          |                          |                         |                         |                         |                         |                       |                       |                          |                          |                          |                          |                          |                          |  |  |  |  |  |  |  |  |  |  |  |  |  |  |  |  |  |  |  |  |  |  |  |  |
|                 |                 |                 |                 |                 |                 |            |            |            |            |            |            |            |            | ハンナラ党 | ハンナラ党 | ハンナラ党                    | ハンナラ党 | ハンナラ党               | ハンナラ党               | 1997年11月21日 趙淳総裁                  | 1997年11月21日 趙淳総裁                  | 1997年11月21日 趙淳総裁                  | 1997年11月21日 趙淳総裁                  | 1997年11月21日 趙淳総裁                  | 1997年11月21日 趙淳総裁                  |                           |                           |                           |                           |                               |                               |                               |                               |                               |                               |                          |                          |                          |                          |                         |                         |                         |                         |                       |                       |                          |                          |                          |                          |                          |                          |  |  |  |  |  |  |  |  |  |  |  |  |  |  |  |  |  |  |  |  |  |  |  |  |
|                 |                 |                 |                 |                 |                 |            |            |            |            |            |            |            |            | ハンナラ党 | ハンナラ党 | ハンナラ党                    | ハンナラ党 | ハンナラ党               | ハンナラ党               | 1997年11月21日 趙淳総裁                  | 1997年11月21日 趙淳総裁                  | 1997年11月21日 趙淳総裁                  | 1997年11月21日 趙淳総裁                  | 1997年11月21日 趙淳総裁                  | 1997年11月21日 趙淳総裁                  |                           |                           | 2006年2月20日 消滅        |                           |                               |                               |                               |                               |                               |                               |                          |                          |                          |                          |                         |                         |                         |                         |                       |                       |                          |                          |                          |                          |                          |                          |  |  |  |  |  |  |  |  |  |  |  |  |  |  |  |  |  |  |  |  |  |  |  |  |
|                 |                 |                 |                 |                 |                 |            |            |            |            |            |            |            |            |            |            |                               |            |                          |                          |                                          |                                          |                                          |                                          |                                          |                                          |                           |                           |                           |                           |                               |                               |                               |                               |                               |                               |                          |                          |                          |                          |                         |                         |                         |                         |                       |                       |                          |                          |                          |                          |                          |                          |  |  |  |  |  |  |  |  |  |  |  |  |  |  |  |  |  |  |  |  |  |  |  |  |
|                 |                 |                 |                 |                 |                 |            |            |            |            |            |            |            |            |            |            |                               |            |                          |                          |                                          |                                          |                                          |                                          |                                          |                                          |                           |                           | 自由先進党                | 自由先進党                | 自由先進党                    | 自由先進党                    | 自由先進党                    | 自由先進党                    | 2008年2月1日 李会昌総裁       | 2008年2月1日 李会昌総裁       | 2008年2月1日 李会昌総裁  | 2008年2月1日 李会昌総裁  | 2008年2月1日 李会昌総裁  | 2008年2月1日 李会昌総裁  |                         |                         |                         |                         |                       |                       |                          |                          |                          |                          |                          |                          |  |  |  |  |  |  |  |  |  |  |  |  |  |  |  |  |  |  |  |  |  |  |  |  |
|                 |                 |                 |                 |                 |                 |            |            |            |            |            |            |            |            | セヌリ党   | セヌリ党   | セヌリ党                      | セヌリ党   | セヌリ党                 | セヌリ党                 | 2012年2月13日 朴槿恵非常対策委員長       | 2012年2月13日 朴槿恵非常対策委員長       | 2012年2月13日 朴槿恵非常対策委員長       | 2012年2月13日 朴槿恵非常対策委員長       | 2012年2月13日 朴槿恵非常対策委員長       | 2012年2月13日 朴槿恵非常対策委員長       |                           |                           | 自由先進党                | 自由先進党                | 自由先進党                    | 自由先進党                    | 自由先進党                    | 自由先進党                    | 2008年2月1日 李会昌総裁       | 2008年2月1日 李会昌総裁       | 2008年2月1日 李会昌総裁  | 2008年2月1日 李会昌総裁  | 2008年2月1日 李会昌総裁  | 2008年2月1日 李会昌総裁  |                         |                         |                         |                         |                       |                       |                          |                          |                          |                          |                          |                          |  |  |  |  |  |  |  |  |  |  |  |  |  |  |  |  |  |  |  |  |  |  |  |  |
|                 |                 |                 |                 |                 |                 |            |            |            |            |            |            |            |            | セヌリ党   | セヌリ党   | セヌリ党                      | セヌリ党   | セヌリ党                 | セヌリ党                 | 2012年2月13日 朴槿恵非常対策委員長       | 2012年2月13日 朴槿恵非常対策委員長       | 2012年2月13日 朴槿恵非常対策委員長       | 2012年2月13日 朴槿恵非常対策委員長       | 2012年2月13日 朴槿恵非常対策委員長       | 2012年2月13日 朴槿恵非常対策委員長       |                           |                           |                           |                           |                               |                               |                               |                               |                               |                               |                          |                          |                          |                          | 先進統一党              | 先進統一党              | 先進統一党              | 先進統一党              | 先進統一党            | 先進統一党            | 2012年5月29日 李仁済代表 | 2012年5月29日 李仁済代表 | 2012年5月29日 李仁済代表 | 2012年5月29日 李仁済代表 | 2012年5月29日 李仁済代表 | 2012年5月29日 李仁済代表 |  |  |  |  |  |  |  |  |  |  |  |  |  |  |  |  |  |  |  |  |  |  |  |  |
|                 |                 |                 |                 |                 |                 |            |            |            |            |            |            |            |            | セヌリ党   | セヌリ党   | セヌリ党                      | セヌリ党   | セヌリ党                 | セヌリ党                 |                                          |                                          |                                          |                                          |                                          |                                          |                           |                           |                           |                           | 2012年11月16日 セヌリ党と合併 | 2012年11月16日 セヌリ党と合併 | 2012年11月16日 セヌリ党と合併 | 2012年11月16日 セヌリ党と合併 | 2012年11月16日 セヌリ党と合併 | 2012年11月16日 セヌリ党と合併 |                          |                          |                          |                          | 先進統一党              | 先進統一党              | 先進統一党              | 先進統一党              | 先進統一党            | 先進統一党            | 2012年5月29日 李仁済代表 | 2012年5月29日 李仁済代表 | 2012年5月29日 李仁済代表 | 2012年5月29日 李仁済代表 | 2012年5月29日 李仁済代表 | 2012年5月29日 李仁済代表 |  |  |  |  |  |  |  |  |  |  |  |  |  |  |  |  |  |  |  |  |  |  |  |  |
|                 |                 |                 |                 |                 |                 |            |            |            |            |            |            |            |            | セヌリ党   | セヌリ党   | セヌリ党                      | セヌリ党   | セヌリ党                 | セヌリ党                 |                                          |                                          |                                          |                                          |                                          |                                          |                           |                           |                           |                           | 2012年11月16日 セヌリ党と合併 | 2012年11月16日 セヌリ党と合併 | 2012年11月16日 セヌリ党と合併 | 2012年11月16日 セヌリ党と合併 | 2012年11月16日 セヌリ党と合併 | 2012年11月16日 セヌリ党と合併 |                          |                          |                          |                          |                         |                         |                         |                         |                       |                       |                          |                          |                          |                          |                          |                          |  |  |  |  |  |  |  |  |  |  |  |  |  |  |  |  |  |  |  |  |  |  |  |  |
|                 |                 |                 |                 |                 |                 |            |            |            |            |            |            |            |            |            |            | 2017年2月8日 自由韓国党に改称 |            |                          |                          |                                          |                                          |                                          |                                          |                                          |                                          |                           |                           |                           |                           |                               |                               |                               |                               |                               |                               |                          |                          |                          |                          |                         |                         |                         |                         |                       |                       |                          |                          |                          |                          |                          |                          |  |  |  |  |  |  |  |  |  |  |  |  |  |  |  |  |  |  |  |  |  |  |  |  |

## 主な出来事
- 2008年7月16日、汝矣島の党本部で開かれた最高委員会議で、許泰烈最高委員は対馬も韓国領である旨を主張した[153]。
- 2012年6月15日、セヌリ党職員が220万人分の党員名簿を業者に売却した容疑で逮捕された[154]。また21日には、名簿を入手した業者が同年4月の総選挙における公認候補を決めるための党内選挙において予備候補29名の選挙運動を行っていた事実が、テレビ局の取材によって明らかにされた。この内4名が総選挙で当選したことから、波紋は拡大する様相を見せた[155]。
- 2015年6月29日、国会が政府施行令の変更・修正を要求できる事を旨とする国会を通過した国会法改正案に対し、朴槿恵大統領は「三権分立の原則にそぐわない」として拒否権を行使[156]。同時に国会法改正案を最大野党・新政治民主連合と共に推進した劉承旼院内代表を批判し、朴槿恵の側近議員を中心に辞任を求める声が上がった[157]。辞任を求める声に対し、ユ・スンミンは辞任を拒否する姿勢を示し、大統領と与党の院内代表が対立する事態となったが、7月8日の議員総会で辞任勧告が可決されたことを受け、院内代表を辞任した[158]。